# Sorbus pseudothuringiaca
Sorbus pseudothuringiaca là một loài thực vật thuộc họ Rosaceae. Đây là loài đặc hữu của Đức.

## Hình ảnh

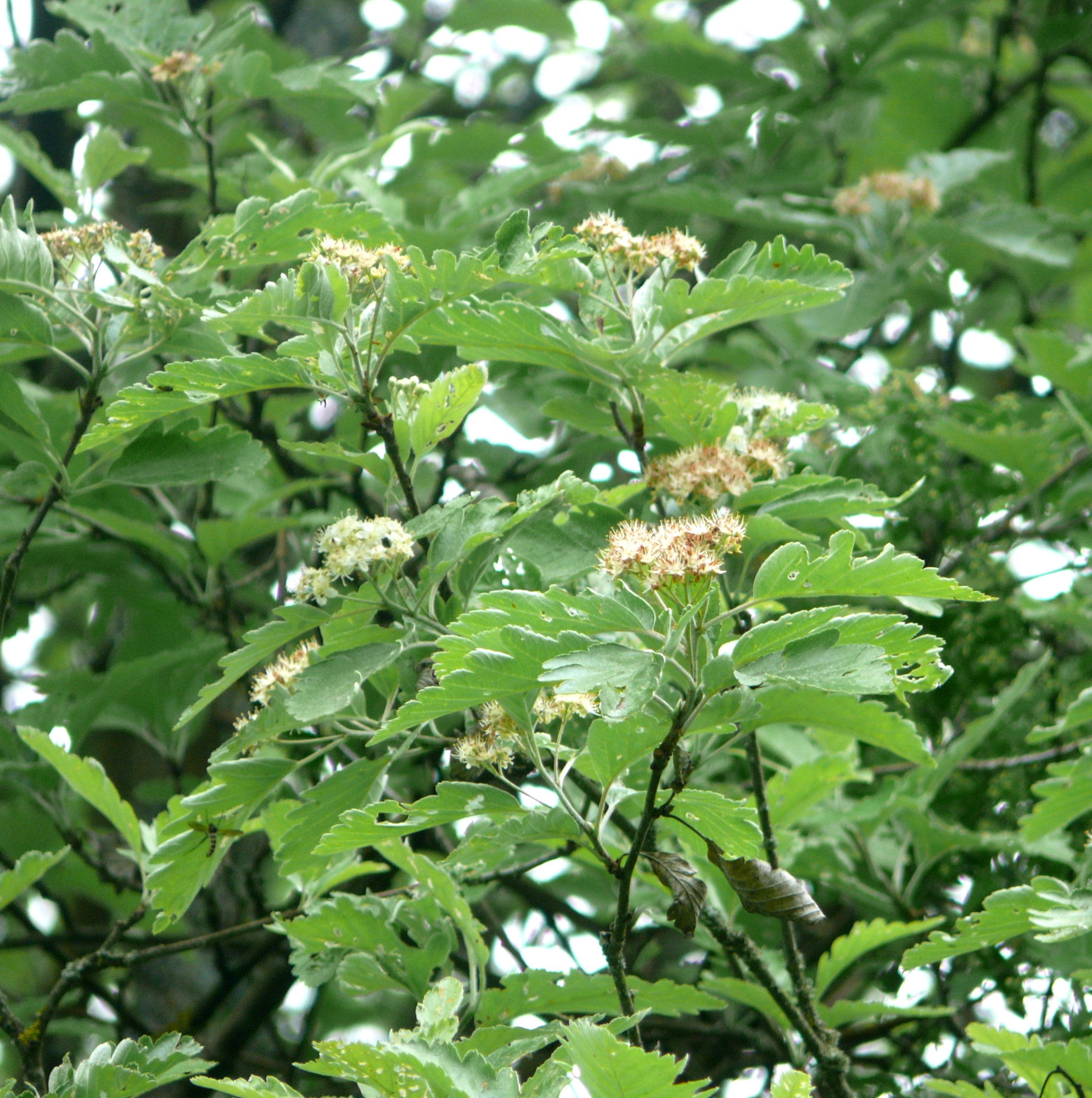
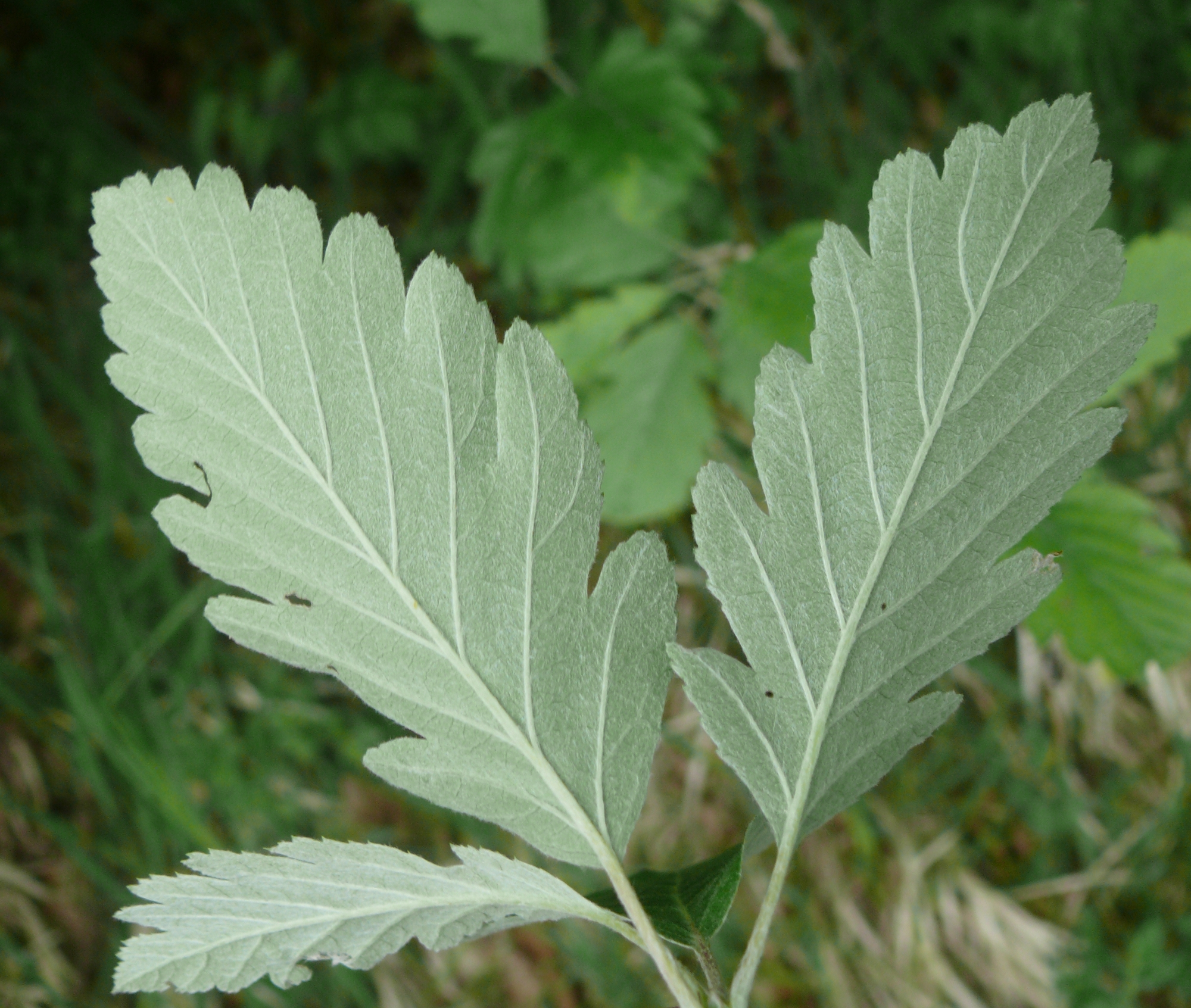
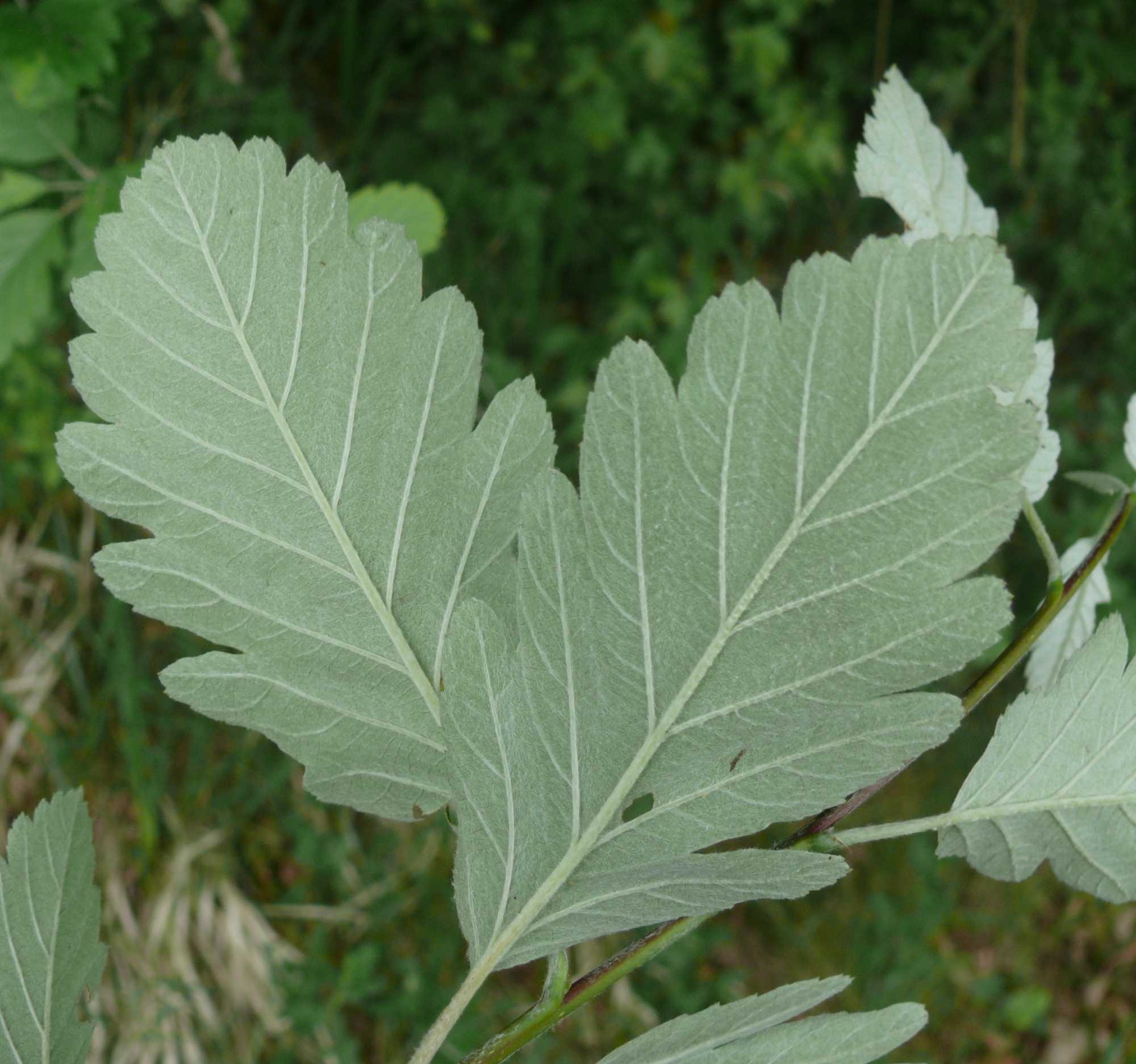